# Meyer Lansky
Meyer Lansky (născut Majer Suchowliński, 4 iulie 1902 — d. 15 ianuarie 1983) a fost un gangster american care, alături de Charles „Lucky” Luciano, a avut un rol principal în dezvoltarea „Sindicatului Național al Crimei” (National Crime Syndicate) din SUA.

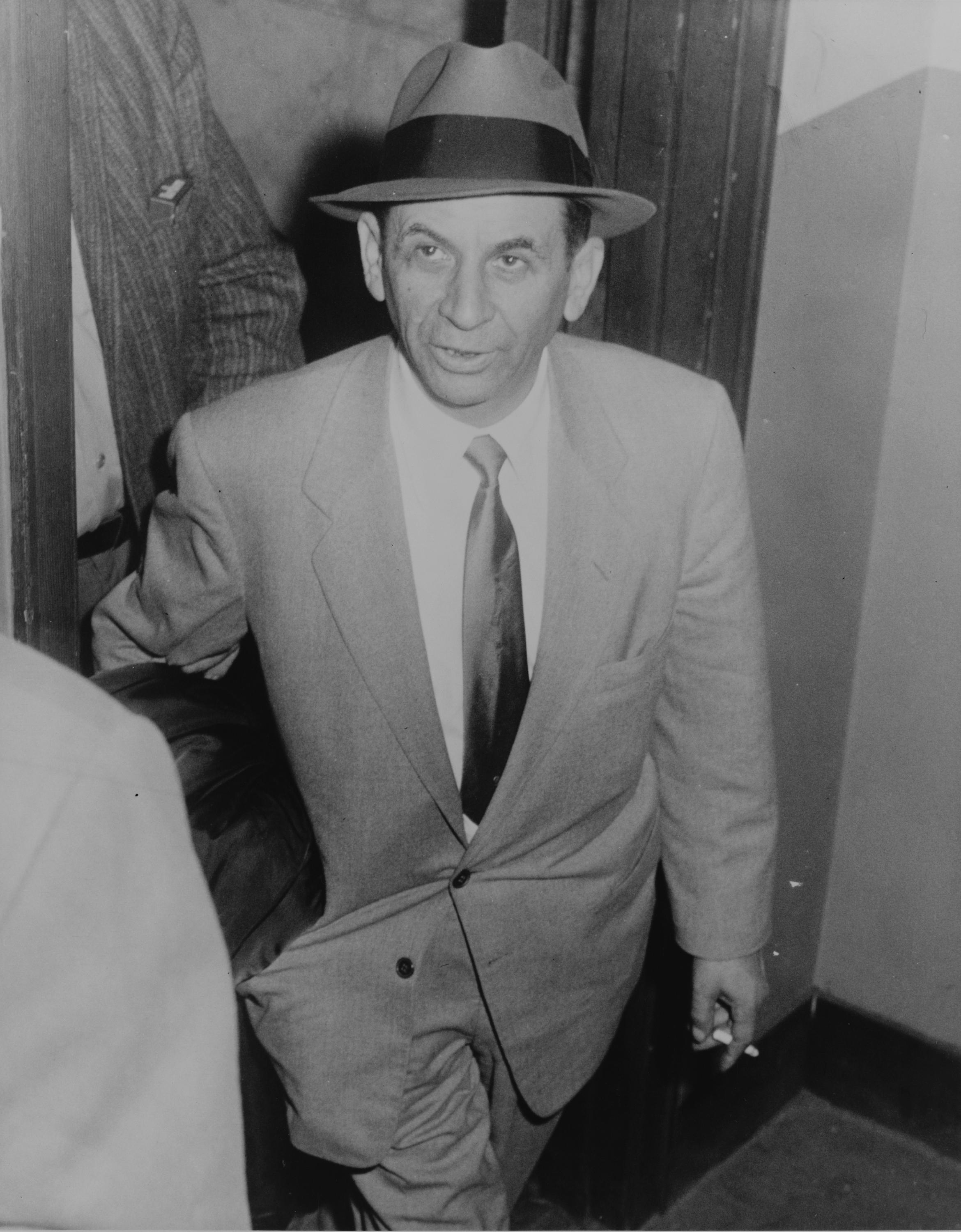
Meyer Lansky 1958

## Vezi și
- Bugsy Siegel

1. 1 2  Meyer Lansky, Encyclopædia Britannica Online, accesat în 9 octombrie 2017
2. ↑  Meyer Lansky, Lansky, Meyer (28 Aug. or 4 July 1902–15 January 1983), bootlegger and gambling entrepreneur[*]